# Armageddon Time - Il tempo dell'apocalisse
Armageddon Time - Il tempo dell'apocalisse (Armageddon Time) è un film del 2022 scritto e diretto da James Gray.
È stato presentato in concorso al Festival di Cannes 2022.

## Trama
1980. Paul, il più giovane rampollo di una famiglia borghese del Queens, si mette nei guai a scuola, fa amicizia con un ragazzo di estrazione sociale completamente diversa, si scontra coi genitori quando questi lo mandano in un'esclusiva scuola privata, scopre l'arte quando gira il mondo e più in generale le gioie e i dolori del diventare grande, il tutto con la presidenza Reagan che incombe sullo sfondo.

## Produzione
Il film è di forte ispirazione autobiografica per il regista James Gray riguardo alla sua infanzia.
Originariamente Robert De Niro e Oscar Isaac erano stati scelti per le parti rispettivamente del nonno e del padre del protagonista, ma sono stati sostituiti da Anthony Hopkins e Jeremy Strong poco prima delle riprese. Cate Blanchett avrebbe dovuto interpretare in una piccola parte la sorella del futuro presidente USA Donald Trump Maryanne, poi sostituita da Jessica Chastain.

## Distribuzione
Il film è stato presentato in concorso al Festival di Cannes 2022 il 19 maggio e distribuito nelle sale cinematografiche statunitensi da Focus Features e nel resto del mondo da Universal Pictures. In Italia è stato distribuito dal 23 marzo 2023.

### Edizione italiana
Il doppiaggio italiano del film è stato realizzato dalla Laser Digital Film di Roma, con la direzione e i dialoghi di Mario Cordova. Anthony Hopkins è stato doppiato per l'ultima volta da Dario Penne, deceduto il 15 febbraio 2023, due giorni prima del suo 85º compleanno.

## Riconoscimenti
- 2022 - Festival di Cannes
  - In concorso per la Palma d'oro